# ألان كارل ستيوارت
ألان كارل ستيوارت هو سياسي كندي، ولد في 27 سبتمبر 1893، وتوفي في 26 يوليو 1958. حزبياً، نشط في الحزب الليبرالي الكندي. وقد انتخب عضو المجلس التشريعي من ساسكاتشوان وانتخب عضو مجلس العموم الكندي.